# حنا (إيران)
حنا (بالفارسية: حنا) هي منطقة سكنية تقع في إيران في البلدة المركزية. يقدر عدد سكانها بـ 5,358 نسمة .